# La Grande Évasion (Prison Break)
Pour les articles homonymes, voir La Grande Évasion.
Ne doit pas être confondu avec Saison 11 d'Esprits criminels#Épisode 22 : La Grande Évasion.
La Grande Évasion est le premier épisode du feuilleton télévisé Prison Break.

## Résumé
Michael Scofield, ingénieur en génie civil, est arrêté à la suite d'un braquage volontairement manqué. Lors de son procès, il demande à être incarcéré dans le pénitencier fédéral de Fox River, dans l'Illinois, le même où a été envoyé son frère, Lincoln Burrows, condamné à mort pour avoir assassiné Terrence Steadman, le frère de la vice-présidente.
Convaincu de l'innocence de ce dernier, Michael a élaboré tout un plan en amont pour faire évader son frère : ayant lui-même participé à la rénovation de la prison, il s'est fait tatouer tout le haut du corps de divers motifs, représentant les divers couloirs et passages souterrains de la prison ainsi que diverses informations utiles à l'évasion. Michael se fait également passer pour un diabétique, lui permettant ainsi de passer beaucoup de temps à l'infirmerie, le maillon faible de la sécurité de Fox River, et fait ainsi la connaissance de Sara Tancredi, seule médecin de la prison et fille du gouverneur de l'État.

## Informations complémentaires

### Chronologie
- Michael a été arrêté pour le braquage de la banque le 9 mars 2005[1]. Il arrive à Fox River le lundi 10 avril, soit un mois avant l'exécution de Lincoln. L'épisode se poursuit le 11 avril : cette information est donnée par le bloc éphéméride posé sur le bureau de Pope, après la bagarre entre Michael et John Abruzzi. Dans un flashback, Lincoln apprend à Michael que la date de son exécution a été fixée au 11 mai. Michael révèle son plan à Lincoln le 12. Et ensemble, ils commencent à préparer leur évasion auquel doivent également participer plusieurs autres prisonniers.

### Culture
- Dans la version originale, Sucre déclare à Michael : « Welcome to Prisney-land, Fish. ». C'est une référence ironique au parc Disneyland pour montrer la brutalité des lieux.
- Lorsque John Abruzzi déclare « Keep your friends close, and your enemies closer. » (« Gardez vos amis près de vous, mais gardez vos ennemis encore plus près. »), il reprend une réplique célèbre du film Le Parrain 2.
- En version originale, Michael est surnommé « Fish » (« le nouveau ») dans cet épisode. Au sens propre, le mot signifie « poisson ». Or pour l'anecdote, dans l'un de ses premiers rôles, Wentworth Miller a joué le rôle d'un lycéen qui se transforme en poisson dans un épisode de Buffy contre les vampires intitulé Go Fish (Les hommes-poissons).

### Erreurs
- Sucre indique à Michael que Lincoln Burrows va être exécuté sur une chaise électrique. Ce choix est anachronique car en Illinois, comme dans la grande majorité des États américains, c'est l'injection intraveineuse de substance létale qui est utilisée. De plus, si la peine de mort reste toujours inscrite dans la constitution de cet état, en pratique elle n'a plus été appliquée depuis l'année 2000. Cette année-là, un énorme scandale a éclaté lorsque des étudiants après avoir longuement étudié de nombreux dossiers de condamnés à mort, ont réussi à innocenter 13 accusés toujours en détention et surtout 12 personnes à titre posthume car l'exécution avait déjà eu lieu. Le gouverneur de l'Illinois, George Ryan, prend alors la décision de suspendre toute exécution et de mettre en place un moratoire. Trois ans après et quelques jours avant l'entrée en place de son successeur, George Ryan a gracié quatre personnes et commué en prison à vie toutes les condamnations à mort en attente d'exécution (soit 171 personnes au total)[2].
- Dans la scène où Sucre attend Maricruz, il regarde l'horloge qui affiche 10h15. Mais lorsque Maricruz entre la pièce, le temps est revenu quelques minutes en arrière.
- Quand Michael peint le mur pour le TP (travail pénitentiaire), ils utilisent de la peinture blanche. Mais lorsque Michael redonne son pot à la fin, la peinture est verte.
- Lorsque Michael se lève pour aller à la rencontre de Bellick et lui donner sa feuille médicale, il n'a pas de tatouages sur ses bras ; ainsi que dans la scène où il parle de la passion avec Sucre.
- Michael demande à C-Note de lui trouver du pugnac. Ce médicament existe réellement et bloque effectivement l'insuline. Toutefois, ce n'est pas un produit facilement accessible dans les pharmacies car son prix est particulièrement élevé: une plaquette de 5 mg coûte 125 $ (environ 95 euros)[3].
- Au début de l'épisode, lorsque Michael se débarrasse de tous les post-it accrochés au mur de son bureau, on peut voir que l'article sur D.B Cooper est truqué : le troisième paragraphe est une copie du second.
- Dans l'épisode 7 de la 2e saison, à 35 minutes 51 secondes, la prise de vue est la même (Une route craquelée) que celle que nous voyons dans la 9e épisode de la même saison à 5 minutes 19 secondes, alors qu'il n'est pas du tout au même endroit.
- Lorsque Michael parle à Sara Tancredi à 15 minutes 51 secondes, il y a un changement de plan pendant que Sara reprend son souffle.
- Selon le bloc éphéméride posé sur le bureau de Pope, la journée du 11 avril 2005 est un mardi ("Tuesday" en anglais). En réalité, cette journée du calendrier tombait un lundi en 2005. Le calendrier mural de Veronica Donovan que l'on voit deux minutes plus tard, est exact; la date du 11 mai 2005 est bien un mercredi.

### Divers
Lors de sa première rencontre avec Brad Bellick, Michael lui remet une feuille mentionnant toutes les informations médicales le concernant (dont le diabète). Sa date de naissance serait le 8 septembre 1978.

## Accueil critique
Aux États-Unis, cet épisode pilote et le suivant ont été diffusés à la suite. La grande évasion a été suivi par 9,3 millions de téléspectateurs. Et l'audience moyenne de la soirée s'est située autour de 10,5 millions, permettant à la FOX d’obtenir son meilleur score en été depuis sept ans.